# Виры (Ровненская область)
Виры (укр. Вири) — село в Сарненском районе Ровненской области Украины. Административный центр Вировской сельской общины.
Население по переписи 2001 года составляло 1832 человека. Почтовый индекс — 34551. Телефонный код — 3655. Код КОАТУУ — 5625480901.